# Lithic Studies Society

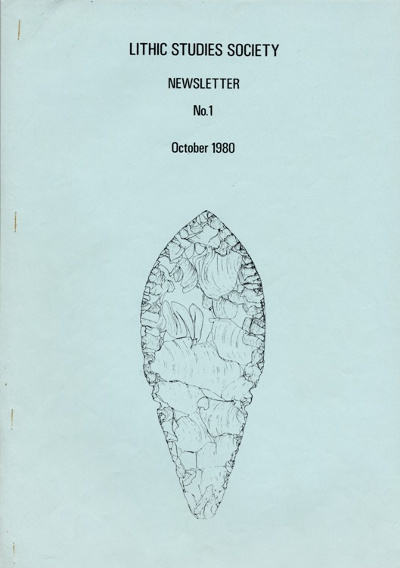
Deckblatt der ersten Ausgabe von 1980

Die Lithic Studies Society (LSS) (übersetzt lithische Forschungsgesellschaft) wurde 1979 gegründet, um Wissen, Bildung und Forschung von Steingeräten zu fördern.
Die Forschungsinteressen der Mitglieder und Mitwirkenden der Gesellschaft umfassen internationale Fundorte und alle Epochen – vom Paläolithikum bis zur Moderne. Die Gesellschaft veranstaltet regelmäßig Treffen, Exkursionen und Konferenzen zu Steinartefakten und lithischer Analyse. Darüber hinaus veröffentlicht sie jährlich die Zeitschrift Lithics sowie gelegentlich thematische Sonderbände.

## Sonderbände
- 1988 The Illustration of Lithic Artefacts
- 1994 Stories in Stone
- 1995 Lithics in Context
- 1998 Stone Age Archaeology
- 2001 Palaeolithic Archaeology of the Solent River
- 2004 Lithics in Action